# Rathaus Spandau (metropolitana di Berlino)
La stazione di Rathaus Spandau è una stazione della metropolitana di Berlino, capolinea occidentale della linea U7.
È posta sotto tutela monumentale (Denkmalschutz).

## Storia
La stazione di Rathaus Spandau fu progettata come capolinea occidentale del prolungamento della linea 7 dall'allora capolinea di Rohrdamm; tale tratta venne aperta all'esercizio il 1º ottobre 1984.
Nel 2017 la stazione, insieme ad altre sei stazioni della stessa linea, venne posta sotto tutela monumentale (Denkmalschutz) quale importante esempio di architettura postmoderna.

## Strutture e impianti
La stazione, inaugurata nel 1984 nello stile del postmoderno, ha 2 binari, ma è predisposta per un ampliamento a 4 binari (in previsione di un futuro prolungamento della linea U2).
Il progetto architettonico della stazione fu elaborato da Rainer G. Rümmler.

## Interscambi
- Stazione ferroviaria (Berlin-Spandau)[5]
- Fermata autobus